# Pluto (band)
 For alternative betydninger, se Pluto. (Se også artikler, som begynder med Pluto)
Pluto er et dansk indie-pop-band.

## Biografi
Pluto blev dannet i 1999, og har flere gange haft numre liggende på Det Elektriske Barometer. Blandt andet lå sangene Forfra og Knus fra cd'en Forfra de maksimale 8 uger på Barometeret.

## Diskografi
Bandet har indtil videre indspillet tre cd'er:

### Forfra
Cd'en indeholder disse numre:
1. Altid
2. Knus
3. Forfra
4. Siv
5. Så Kommer Det Nu
6. Noget At Håbe På
7. Sommerfugl
8. Brændt Fast
9. Næsten Så Smukt
10. Blik
11. Tro På Det

### Støv/Eller/Støj/
Cd'en indeholder disse numre:
1. Natjager
2. En Sang
3. Dit Navn
4. Film
5. Pilot
6. Hvad Så?
7. Gi' Op
8. Pausefisk
9. Klør
10. Ræs
11. Støv Eller Støj

### Ingen Ved Hvorhen
Cd'en indeholder disse numre:
1. Drage i Flugt
2. Har Du Glemt Mig?
3. Ingenting
4. Guldlok
5. Cirkler og Mobiler
6. Blæs Mig Væk
7. Beat
8. Det Er Ikke Som Om
9. Blodsukker
10. Hverdag igen